# Championnats d'Afrique de gymnastique rythmique 2002
Les championnats d'Afrique de gymnastique rythmique 2002 se déroulent du 12 au 18 octobre 2002 à Alger, en Algérie.
Les championnats comprennent des épreuves seniors et juniors. Ils sont organisés conjointement avec les championnats d'Afrique de gymnastique artistique 2002 et les championnats d'Afrique de trampoline 2002.

## Médaillées
| Épreuve                       | Or                | Argent    | Bronze                    |
| ----------------------------- | ----------------- | --------- | ------------------------- |
| Finales par équipes seniors   |                   |           |                           |
| Concours général par équipes  | Afrique du Sud    | Égypte    | Cap-Vert                  |
| Finales individuelles seniors |                   |           |                           |
| Concours général individuel   | Belinda Potgieter | K Maye    | Renate Janse van Rensburg |
| Finales par équipes juniors   |                   |           |                           |
| Concours général par équipes  | Afrique du Sud    | Égypte    | Cap-Vert                  |
| Finales individuelles juniors |                   |           |                           |
| Concours général individuel   | Odette Richard    | S Mohamed | H A Ihabe                 |
| Finales par groupes           |                   |           |                           |
| Par équipes                   | Afrique du Sud    | Égypte    | Cap-Vert                  |